# William K. Howard

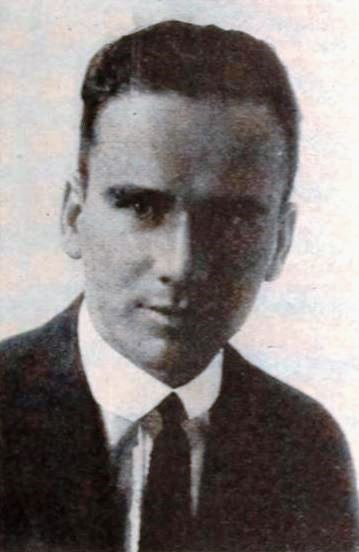
William K. Howard, 1920.

William K. Howard, född 16 juni 1893, död 21 februari 1954, var en amerikansk filmregissör. Han stod för regin till över 50 filmer under åren 1921-1946.
Howard har en stjärna på Hollywood Walk of Fame vid adressen 1500 Vine Street.

## Filmregi, urval
- 1931 – Fången på slottet Reichendorf
- 1931 – Transatlantic-mysteriet
- 1933 – Hans andra hustru
- 1934 – Ett farligt möte
- 1935 – Spionhotellet
- 1936 – Prinsessan Olga av Sverige
- 1937 – Eld över England
- 1943 – En riddare utan fruktan